# Enterprise content management
Una soluzione di Enterprise Content Management (ECM) è l'insieme di strumenti che consentono la gestione della documentazione prodotta e ricevuta all'interno di un'organizzazione, indipendentemente dal suo formato.

## Componenti Principali
I componenti principali che costituiscono una soluzione ECM sono:

### Sistema di acquisizione
Sistemi di Form Processing (OCR, ICR, OMR, BCR, HCR)
- Riconoscimento ottico dei caratteri (OCR - Optical Character Recognition)
- Riconoscimento intelligente dei caratteri (ICR - Intelligent Character Recognition)
- Optical mark recognition (OMR - Riconoscimento ottico dei checkbox)
- Barcode Recognition (Riconoscimento dei codici a barre)
- Handprint recognition (Riconoscimento scrittura manuale)

### Sistema di gestione
Il componente di Gestione si occupa del controllo, dell'indicizzazione e della verifica dell'integrità delle informazioni acquisite.
- Document management (DM)
- Web Content Management
- Records Management
- Business Process Management (BPM)

### Archiviazione e conservazione
I componenti per l'archiviazione sono utilizzati per quelle informazioni che non devono essere più modificate e necessitano di essere salvate permanentemente.
I dispositivi più comuni al salvataggio delle informazioni sono: Hard disk (anche di rete, come NAS), Nastri Magnetici o Dischi ottici.

### Distribuzione
Le informazioni gestite, archiviate e conservate, possono essere distribuite attraverso diversi canali. I principali canali di distribuzione sono: internet ed intranet, e-mail e fax, formato cartaceo.